# Psychologie de l'éducation
Pour les articles homonymes, voir Psychologie (homonymie).
La psychologie de l'éducation est, selon l'APA (American Psychological Association), la discipline qui s'intéresse au développement, à l'évaluation et à l'application :
- des théories de l'apprentissage et de l'enseignement ;
- du matériel éducatif, des programmes, des stratégies et des techniques issues de la théorie contribuant aux activités et aux processus éducatifs impliqués tout au long de la vie ;
- des programmes d'intervention de rééducation et correctifs auprès de différents publics.

Le psychologue en éducation tente d’apporter des outils et des connaissances dans les domaines cliniques, de l’éducation spécialisée, de la psychologie scolaire et de l’évaluation.

## Historique
Les fondations de la psychologie en éducation proviennent principalement de la philosophie de l'éducation. Cette branche de la philosophie s'intéresse particulièrement à la qualité de l'éducation et aux programmes de préparation des enseignants.
Plusieurs attribuent la paternité de la psychologie en éducation à Edward Lee Thorndike qui formule la première définition opérationnelle de la discipline dans son ouvrage Educational psychology (1903, 1919-1914). Si les travaux de Thorndike portent sur les théories de l'apprentissage, l'expérimentation animale et les observations quantitatives, les travaux Charles Hubbard Judd,autre personnage important pour le développement de la psychologie en éducation, portent plutôt sur les transformations, l'organisation, les politiques et les pratiques dans le milieu de l'éducation. Ces deux différents champs d'étude de la psychologie en éducation imagent les contrastes dans les mouvements subséquents de la discipline : le mouvement de la mesure, des théories de l'apprentissage et des expériences en laboratoire, et le mouvement d'étude des curriculums et de l'organisation de l'école. 
Les travaux de Stanley Hall ont aussi influencé le domaine de la psychologie de l'éducation. Hall a mis l'accent sur l'importance de la conception de l’enfant dans son ensemble afin d'examiner ses caractéristiques et de construire des théories applicables à la moyenne des enfants.
La discipline de la psychologie de l'éducation est devenue une division de l'American Psychological Association (APA) en 1946 : la division 15 « Educational Psychology ». La discipline prend aussi ses racines dans la psychologie du développement puisque de nombreux théoriciens en psychologie de l'enfant ou en psychologie du développement ont jeté les bases des perspectives théoriques que l'on retrouve de nos jours en psychologie de l'éducation. 

## Théories de l'éducation
La psychologie de l'éducation peut s'inscrire dans l'une ou l'autre des théories contemporaines de l'éducation. Bertrand (1990) présente différentes théories de l'éducation qu'il classe selon l'importance accordée aux quatre facteurs suivants : les contenus, la société, le sujet et les interactions entre ces trois facteurs.

### Théories fondées sur le sujet
- Théorie spiritualiste : elle se centre sur la relation entre le soi et l'univers selon une perspective religieuse ou métaphysique. Le but de l'éducation est d'amener la personne à s'élever à un niveau spirituel supérieur.
- Théorie personnaliste : elle soutient que les notions de soi, de liberté et d'autonomie de la personne sont primordiales dans une situation d'apprentissage. Cette théorie met l'élève au centre de ses apprentissages. Il doit être actif dans ce processus afin de générer des résultats. Cette approche se centre sur le sujet et considère que l'auto-actualisation de l'« apprenant », c'est-à-dire l'atteinte de son plein potentiel, est la mission première de l'éducation.

### Théorie fondée sur la société
Les tenants de la théorie sociale s'intéressent aux déterminants sociaux et environnementaux associés au monde de l'éducation. Ils abordent entre autres les thèmes suivants: les classes sociales, l'hérédité sociale et culturelle, et l'élitisme. Les rapports de pouvoir entre les différentes classes sont examinés selon cette conception de l'éducation. Cette théorie se penche notamment sur l’examen de la réussite des élèves en fonction de leur appartenance sociale. Les partisans de cette approche considèrent que le système d'éducation ne permet pas, tel qu'il le prétend, l'ascension sociale. Le système reproduirait plutôt les inégalités sociales et culturelles des élèves. Cette théorie explore le facteur société avant tout.

### Théorie fondée sur le contenu
La théorie académique insiste sur les contenus à apprendre dans un contexte éducatif. Elle accorde plus d'importance aux connaissances générales que celles qui sont plus spécifiques. Selon la perspective académique, c'est le maître (l'enseignant) qui doit apporter la connaissance à ses élèves. La connaissance transmise est la même pour tous les élèves, peu importe leur situation sociale ou autre. Ce courant défend l'idée d'une formation de base solide et commune à tous. L'excellence et la maîtrise des matières prédéterminées sont les principaux objectifs de cette théorie qui se centre d'abord et avant tout sur les contenus.
La théorie psychocognitive s'attarde au développement des processus cognitifs chez les élèves comme la résolution de problèmes, l'analyse, les représentations mentales, le raisonnement, etc. Cette théorie se fonde surtout sur les recherches de la psychologie cognitiviste qui portent sur divers aspects du fonctionnement du cerveau. C'est une approche qui s'intéresse aux processus internes de l'esprit de l'élève.
Les tenants de la théorie technologique s'intéressent à l'amélioration du message à l'aide de technologies appropriées. Cette théorie touche autant les procédures retrouvées dans les approches systémiques que celles faisant référence au matériel didactique de communication et de traitement de l'information utilisés dans l'enseignement (ordinateur, télévision, vidéodisque, etc.). Les recherches dans ce domaine portent sur la capacité impressionnante de l'ordinateur à traiter l'information ainsi que sur l'amélioration de la qualité de l'interaction entre l'individu et l'ordinateur.
La théorie sociocognitive se concentre sur les interactions sociales et culturelles qui façonnent l'évolution de l'élève dans une société donnée. Dans cette théorie, l'accent est mis sur la coopération sociale pour permettre la construction des savoirs, à travers une démarche collective. De plus, il est jugé essentiel de « contextualiser » les apprentissages à l'aide de situations réelles pour permettre la transposition des acquisitions faites en classe à la « vraie vie ». Les tenants de cette approche voient l'élève comme un apprenti et l'enseignant comme un guide qui aide l'élève et le dirige dans ses apprentissages.

## Théories de l'apprentissage

### Théories comportementales
Les tenants des théories comportementales  affirment que la nouvelle information s’acquiert par apprentissage associatif. Selon le principe universel de causalité, les êtres vivants font une association entre les effets obtenus et une cause antérieure. Lorsque la cause se reproduit, l’anticipation de l’effet permet d’émettre un comportement adapté. Par exemple, un animal qui subit une intoxication alimentaire évitera la nourriture responsable de son indigestion, et cela par l’anticipation de son malaise. Ces théories sont dites antimentalistes : il est postulé que l’apprentissage se fait implicitement sans l’implication de processus conscients tels que la compréhension (Doré, 1986). 
Il existe deux types d’apprentissage associatif : Le conditionnement classique (conditionnement répondant) et l’apprentissage instrumental (conditionnement opérant). Le conditionnement classique a vu le jour grâce aux recherches de Pavlov sur le réflexe salivaire chez les chiens. Il a découvert que si une clochette sonnait lorsque l’on servait de la nourriture aux chiens, ces mêmes chiens en venaient à saliver uniquement au son de la clochette. Cet apprentissage se fait d’une façon spontanée, à la suite de la présentation simultanée et répétée d’un stimulus inconditionnel (nourriture) et d’un stimulus neutre (une clochette). Cette association engendre une réponse conditionnelle (les chiens salivent au son de la clochette) similaire à la réponse inconditionnelle (les chiens salivent à l’odeur de la nourriture) (Doré, 1986). L’apprentissage instrumental est issu du principe de base énoncé par Skinner : une réponse comportementale renforcée a plus de chance de se manifester. Selon le point de vue comportemental, renforcer un comportement à l’aide d’un stimulus agréable augmente sa fréquence et provoque l’apprentissage de ce comportement. Par exemple, Skinner a découvert qu’un rat apprend le geste d’appuyer sur un levier de métal, lorsque l’action lui procure de la nourriture (renforçateur). Sans être renforcé, le comportement appris risque de s’éteindre (la réponse appropriée ne se manifeste plus parce qu’elle n’est pas récompensée). Les renforçateurs négatifs (le retrait d’un stimulus aversif ou désagréable) ou les punitions peuvent aussi provoquer et maintenir l’apprentissage d’un nouveau comportement (Ormrod, 1995).

### Théories cognitives
Les théories cognitives de l’apprentissage s’intéressent aux processus mentaux qui sous-tendent l’acquisition de l’information (Monneret et Marc, 1996).
Ces théories pensent l'acte d'apprentissage comme une modification de la mémoire à long terme sous l'effet d'influences extérieures. Elles utilisent notamment des recherches sur le fonctionnement de la mémoire sémantique, ou de la mémoire à court terme pour en déduire des techniques pédagogiques directement applicables dans les classes.
On peut par exemple citer la théorie de la charge cognitive.

### Théories développementales
C’est en étudiant le développement cognitif des enfants que Piaget suggère une nouvelle théorie de l’apprentissage fondée sur le traitement de l’information. En traversant plusieurs stades du développement (le développement de l’intentionnalité et de la différenciation dans la période sensori-motrice de 0 à 24 mois; le développement des fonctions symboliques et du langage dans la période des opérations concrètes de 2 ans à 12 ans; le développement de la pensée abstraite dans la période des opérations formelles à 12 ans et plus) l’enfant assimile son environnement, ce qui déclenche chez lui un ajustement actif. Les schèmes (ensemble de patrons qui régissent nos comportements) deviennent de plus en plus complexes, forçant ainsi le développement des fonctions cognitives de l’enfant afin qu’il parvienne à acquérir un construit imagé et subjectif du monde qui l’entoure. Selon Piaget, l’intelligence est le développement des processus adaptatifs d’une personne dans son environnement, visant de l’émergence de son plein potentiel. Dans cette suite logique, l’apprentissage est une fonction de l’intelligence qui s’actualise au cours du développement de l’enfant (Dubé, 1996). 
Selon Piaget, l’apprentissage survient lorsque des éléments de l’environnement nécessitent l’adaptation ou la restructuration des schèmes. Par la venue d’un nouvel événement, un déséquilibre des structures cognitives surgit, menaçant l’équilibre homéostatique du corps humain. Afin de retrouver l’équilibre de l’organisme, deux processus sont possibles : l’assimilation et l’accommodation. L’assimilation est le processus par lequel les structures cognitives incorporent les nouvelles informations parce qu’elles sont compatibles avec les schèmes existants. Pour sa part, l’accommodation nécessite la modification des structures cognitives. Puisque les nouvelles informations sont massives et incompatibles avec les schèmes existants, l’organisme ne cherche plus à maintenir l’équilibre initial, mais il modifie plutôt son cadre de référence afin de s’adapter à la nouvelle situation. L’atteinte de l’équilibre se fait par la mise en place de nouvelles structures (Morin, 1996).

### Théories sociales
Ces théories postulent que l’acquisition ou la modification du comportement chez l’humain est possible par la relation qu’il a avec lui-même ou avec les autres. Albert Bandura est le chercheur au centre de ces théories. Il prétend que l’humain apprend parce qu’il est capable d’utiliser des symboles, d’anticiper les conséquences de ses actions, d’évaluer et de réguler ses comportements, ainsi que d’observer et d’imiter les comportements d’autres personnes. Le principe de facilitation sociale est à la base du processus d’apprentissage selon Bandura, ce qui signifie qu'à ses yeux un individu acquiert plus facilement un comportement dans un groupe de référence que s’il tente de le développer seul. Il est donc postulé que l’apprentissage est favorisé par l’observation de modèles. Deux types d’apprentissages par observation de modèles sont possibles : l’apprentissage imitatif (imitation immédiate) ou l’apprentissage vicariant (modelage différé). L’apprentissage imitatif s’effectue par la simple reproduction du comportement ou des attentes d’un guide extérieur. Les processus d’apprentissage conscient sont peu mis à contribution. L’apprentissage vicariant s’opère de façon plus complexe. L’apprenant intègre les informations physiques et sociales qui régissent le comportement du modèle et les applique à ses propres actions. L’observateur arrive à reproduire le comportement du modèle sans la présence de celui-ci. 
Jerome Bruner, comme Bandura, va considérer les interactions comme la pierre angulaire du développement des apprentissages. Bandura s’appuie sur les notions de facilitation sociale et d’expérience pour justifier l’importance de l’interaction. Bruner, quant à lui, va partir des notions de formats et d’étayage pour mettre en exergue la nécessité de prendre en considération l’axe communicationnel dans le développement des apprentissages. Ces deux concepts vont se révéler être deux véritables facilitateurs de l’acquisition des connaissances en régulant les échanges entre l’apprenant et le tuteur.
L’étayage désigne les interactions de soutien mises en œuvre par un adulte ou par un pair afin d’épauler un sujet dans la résolution d’un problème qu’il ne pourrait pas résoudre seul. Bruner va associer six fonctions principales à l’étayage :
- l’enrôlement du sujet, c’est-à-dire l’intérêt que doit susciter le tuteur chez l’enfant.
- la réduction des degrés de liberté désignant les procédés par lequel le sujet plus avancé simplifie la tâche.
- le maintien de l’orientation ou maintien de la poursuite de l’objectif défini.
- la signalisation des caractéristiques déterminantes qui visent à attirer l’attention de l’enfant vers les éléments pertinents de la tâche.
- le contrôle de la frustration qui a pour but d’éviter le sentiment d’échec et, par la même, d’éviter la démotivation.
- la démonstration qui va mettre en évidence, par les explications du tuteur, les différentes étapes du raisonnement.

Cet étayage réalisé par l’adulte est lié à la notion de zone proximale de développement de Lev Vygotski et confirme la nécessité selon les deux auteurs d’adapter ses compétences aux besoins de l’enfant pour qu’il puisse ensuite s’approprier par lui-même les connaissances. L’étayage prend tout son sens en ce qu’il va être le précurseur, à moyen terme, d’une standardisation de certaines formes d’interactions. Ces formes d’interactions ritualisées sont les formats, patterns d’échanges réguliers et répétés qui visent à organiser la communication. Ces formats sont, pour simplifier, des routines ou scénarios qui, intégrés par l’enfant, vont lui permettre d’orienter ses conduites de manière appropriée pour répondre aux exigences de l’environnement.
Bruner s’inscrit donc dans la lignée de Vygotski en donnant un caractère social au développement de l’enfant au travers des multiples interactions qui vont impulser l’élaboration de ses connaissances. Les théories sociales des apprentissages, de Bandura comme de Bruner, mettent au cœur des débats l’autonomisation de l’enfant comme base du développement. L’aspect social ne relève pas ici de l’assistanat, mais bien de l’accompagnement vers un accomplissement personnel de l’enfant qui sera alors capable de cerner l’environnement par lui-même.
Les théories sociales, de même que les théories comportementales, reconnaissent l’implication de renforçateur dans les processus d’apprentissage. Cependant, Bandura ne croient pas que la fonction du renforcement soit d’augmenter une réponse comportementale, il remplace donc le terme « renforçateur » par « régulation du comportement pas ses conséquences ». Il considère le renforcement comme un processus d’information, parce qu’il y a une interprétation des stimuli pour formuler une hypothèse sur les conséquences possibles d’une action, et comme un processus de motivation, parce que les actions dans le présent sont modelées sur les expériences passées. Nous formulons donc des attentes relatives ou des objectifs à atteindre en fonction des effets possibles de nos actions, basés sur les effets de comportements similaires vécus dans le passé ou observés chez d’autres individus (Monneret et al., 1996).

## Facteurs influant sur la réussite scolaire

### Processus métacognitifs et cognitifs
Ce facteur aurait un effet considérable sur l’apprentissage de l’élève. Ainsi, les élèves qui présentent d’une part, de bonnes capacités à planifier, à contrôler et à réviser leurs stratégies d’apprentissage et d’autre part, ceux qui possèdent de bonnes connaissances générales seraient mieux outillés au cours de leur parcours scolaire à obtenir un bon niveau de réussite.

### Effet établissement
Certaines démarches peuvent être prises par un établissement afin de favoriser l’enseignement et l’apprentissage des élèves. Ainsi, il apparaît qu’encourager l’esprit de compétition chez les élèves par des mesures telles que des compétitions scolaires ou des récompenses en regard du mérite scolaire aiderait à créer un climat stimulant dans l’établissement.

### Effet maître
La gestion de classe réfère notamment aux techniques utilisées par l’enseignant afin de maintenir l’intérêt des élèves et de les responsabiliser dans leur apprentissage. Une gestion de classe efficace a notamment été reliée à un plus grand engagement de l’élève dans ses études et à une diminution des comportements dérangeants en classe. 
La réussite scolaire serait favorisée par une ambiance agréable dans la classe. Le climat de classe réfère à différents aspects tels que la qualité de la collaboration élève-enseignant, la recherche d’objectifs d’apprentissage communs, explicites et adaptés au rythme de l’élève, une préséance exprimée envers les études, un rythme d’enseignement adéquat et des cours bien structurés.
Les méthodes pédagogiques utilisées par l'enseignant auraient aussi un impact non négligeable.
La motivation de l'enseignant et celle de l'élève entretiennent des relations de déterminisme réciproque (Bandura, 1986). En effet, si la motivation est un construit éminemment personnel, elle se nourrit aussi grandement du contexte dans lequel elle s'exprime. En contexte scolaire, l'enseignant et les élèves jouent un rôle de première importance. Nombreuses sont les études à avoir montré que les comportements de passivité, d'indiscipline ou d'échec de la part des élèves étaient perçus par l'enseignant comme étant des preuves de son incompétence, et étaient par conséquent susceptibles de le conduire à utiliser des leviers extrinsèques pour pousser les élèves au travail. Néanmoins, contrairement aux effets recherchés, ce système de récompenses-punitions produit des conséquences nuisibles sur la motivation des élèves. Selon la théorie de l'autodétermination, le recours à ce type de stratégies « contrôlantes » de la part de l'enseignant renforce les formes de motivation extrinsèques des élèves à l'origine des comportements dysfonctionnels des élèves.

### Caractéristiques individuelles
Certaines dispositions personnelles telles que la motivation, des aspirations élevées, une bonne estime de soi et de bonnes capacités d’adaptation sont associées à la réussite scolaire à l’adolescence. Ces ressources peuvent contribuer à estomper les effets d’un milieu de vie défavorisé au plan socio-économique chez les élèves.
Les élèves qui manifestent des comportements qui dérangent les autres élèves et l'enseignant (défier l'autorité de l'enseignant, parler en classe sans en avoir la permission, émettre des comportements d'agressions physiques envers d'autres élèves) auraient de plus faibles résultats scolaires que les autres élèves qui ne présentent pas de difficultés de comportement.
L’engagement scolaire réfère à l’étendue à laquelle l’élève participe aux activités scolaires et parascolaires, puis s’identifie et valorise la réussite scolaire. Ainsi, un taux élevé d’absentéisme serait un des indicateurs du manque d’engagement scolaire. Les écrits relèvent que les élèves moins engagés à l’école présentent un risque plus élevé d’échec et d’abandon scolaire comparativement à leurs pairs qui manifestent un meilleur degré d’engagement.
Motivation de l'élève
La motivation des élèves envers leurs apprentissages est reconnue comme l’un des principaux facteurs de réussite à l’école. La motivation s’exprime notamment par l’implication et par la persévérance des élèves à l’égard des travaux scolaires. Certains facteurs contribuent à favoriser la motivation des élèves, entre autres fournir des tâches scolaires dont le niveau de difficulté est adapté à chacun et favoriser leur responsabilisation à l'égard des apprentissages. 
Parmi les multiples définitions qui existent dans la littérature, la plus usitée et celle donnée par Vallerand et Thill : « la motivation désigne le construit hypothétique utilisé afin de décrire l'ensemble des forces internes et externes produisant le déclenchement, la direction et la persistance du comportement ». La motivation intrinsèque s'avère inhérente au comportement auquel s'adonne l'individu. Elle se constate par le fait d'éprouver du plaisir seulement à exécuter la tâche ou s'adonner à une activité quelconque. La motivation extrinsèque est plutôt liée à l'existence de récompenses externes ou au fait d'éviter une punition en s'adonnant à une activité. Elle n'est donc pas inhérente au comportement en question. 
L'élève peut être motivé s'il trouve un intérêt dans ce que l'enseignant est en train de faire. Pour cela, la tâche revient à l'enseignant d’amener l'élève à être attentif en utilisant par exemple le matériel didactique pour concrétiser la leçon. Cette phase n'est possible que si l'enseignant a bien préparé sa classe (préparation écrite et mentale) ceci permet à l'enseignant de gagner du temps et à l'élève de bien assimiler les connaissances.

### Milieu familial
L’absence d’une relation de proximité avec les parents est liée à des difficultés scolaires chez les enfants et les adolescents. Les élèves qui ont peu d’interactions agréables avec leurs parents sont plus à risque d’être moins engagés et de moins bien réussir à l’école comparativement aux autres élèves qui bénéficient d’une relation positive avec leurs parents.
Les écrits relèvent les avantages de l’implication parentale pour la réussite scolaire des élèves et pour le développement d’attitudes positives à l’égard de l’école. La présence d’une relation chaleureuse et de confiance avec le parent est notamment liée à moins d’absentéisme, de décrochage et de comportements délinquants à l’adolescence. Ensuite, chez des élèves issus d’un milieu de vie défavorisé, les aspirations de leurs parents envers leur réussite scolaire sont ressorties comme un facteur de protection contre l’échec scolaire de ces enfants.
Les élèves dont les parents ont des aspirations élevées et réalistes envers leurs enfants réussissent mieux à l’école. La compétence des parents ainsi que l’intérêt quant à l’école seraient des facteurs déterminants quant au succès scolaire. Un lien significatif est démontré entre la participation des parents à la vie scolaire et les résultats académiques de l’enfant.
Des écrits ont relevé le lien robuste entre la performance scolaire et les antécédents socio-économique de la famille. Un risque plus important d'échec scolaire a été retrouvé chez les élèves qui appartiennent à une famille de faible statut socio-économique. Chez les enfants, la présence d'une adversité socio-économique est notamment associée à de moindres occasions d'apprentissage, de plus pauvres conditions matérielles et à un accès plus limité aux ressources financières lorsque nécessaires (pour payer des livres, ordinateurs), que les enfants de statut socio-économique plus élevé.

### Socialisation
La socialisation se définit communément comme le processus par lequel l’individu va intérioriser les normes et les valeurs du milieu dans lequel il évolue. L’école représente sans doute avec la famille un des lieux de socialisation les plus importants dans le développement de l’enfant en contribuant à son épanouissement personnel. Plus qu’une mission instructive, l’école a une mission éducative s’ébauchant dans les multiples interactions qui vont façonner les comportements, bouleverser les points de vue, créer des conflits. Ces interactions, si elles sont bien régulées pourraient alors permettre à l’enfant de se forger une identité sociale adaptée aux contraintes de l’environnement.
Vygotski soutenait que l’ensemble des interactions sociales permet à l’esprit individuel de progresser. Cette affirmation sous tend l’idée selon laquelle l’interaction jouerait un rôle de catalyseur des apprentissages. Mais de quels apprentissages parlons nous ici ? Yves Bertrand nous dit qu’« il ne faut jamais oublier que la nature même des apprentissages est fondamentalement sociale et culturelle et qu’il faut tenir compte de liens entre les apprentissages et la vie dans la société ». Ainsi, selon l’auteur, l’école se mue en une instance socialisatrice garante d’une transmission contextualisée des savoirs et d’une éducation socioculturelle, préalable de l’adaptation sociale. 
Cette vision de l’école n’est pas sans rappeler les théories sociocognitives sur l’éducation qui prônent le primat des facteurs culturels et sociaux dans la construction des connaissances. L’interaction sociale est véritablement la clef de voûte de ces théories comme nous le rappellent les travaux de Vygotski sur la zone proximale de développement, de McLean sur les modèles coopératifs entre les élèves ou encore de Doise et Mugny sur le conflit sociocognitif. Ainsi la réussite de l’élève sera évaluée en termes d’adaptabilité comportementale en ce qu’il parviendra ou non à se décentrer de son point de vue pour comprendre celui d’autrui. 
La réussite scolaire n’est plus liée ici qu’à l’obtention de bonnes notes mais est également tributaire d’interactions sociales constructives, d’où la nécessité d’une bonne régulation de ses interactions. Dans cette optique, l’enseignant devra organiser l’espace, instituer la loi, élaborer des projets, favoriser l’entraide, imaginer des médiations, réguler des émotions afin de permettre à l’enfant d’évoluer au mieux dans son environnement. Dans une logique de socialisation, les auteurs socioconstructivistes ne nient pas le fait que l’enseignant a effectivement un rôle dans la transmission des savoirs mais celui-ci doit également se centrer sur les savoir-faire des enfants afin de les former dans leurs individualités. De même, il a pour fonction de leur inculquer le savoir être, le savoir vivre-ensemble et faire ainsi de l’école un lieu propice au développement de l’enfant. L’enseignant ne doit donc surtout pas mésestimer le rôle des interactions sociales. Pour les socioconstructivistes, la fonction de socialisation peut donc être vue comme le soubassement, le prérequis de la fonction d’apprentissage.
La socialisation scolaire, notamment décrite au travers des théories sociocognitives de l’éducation, joue sans doute un rôle primordial dans la réussite des élèves. La réussite se matérialise alors par l’apprentissage des comportements prosociaux, des pratiques collectives. Cette logique de socialisation sous tendue par les interactions est la preuve que le développement intrapersonnel passe par un processus interpersonnel (Vygotski).
Premières expériences scolaires
Les premières expériences à l’école seraient des marqueurs sur la voie du succès scolaire ou de l’échec. Des écrits ont noté que les enfants qui obtenaient de plus faibles résultats scolaires au cours de la première année à l’école primaire étaient plus à risque d’abandonner lors de leur parcours à l’école secondaire. 
Support social
Le soutien des amis et de la fratrie se révèle être un facteur de protection d’un impact négatif qui pourrait résulter des difficultés familiales sur la réussite scolaire. Plus précisément, des écrits relèvent que les amitiés peuvent aider les jeunes à faire face à des facteurs de stress familiaux, tels qu’une séparation et un divorce.
Les relations d’amitié sont susceptibles de favoriser l’adaptation et l’apprentissage scolaire des élèves. Ainsi, avoir un ami réciproque ou plus serait associé à une meilleure réussite dans diverses matières scolaires et ce, même après avoir contrôlé les effets relatifs aux identités sexuelles et ethniques. Cette association serait toutefois présente seulement dans la mesure où les relations d’amitié sont stables et de bonne qualité.
Relation de confiance enseignant-élève
Dans le domaine de la recherche en éducation, il y a considérablement de données d’études qui supportent l’importance de la relation entre l’enfant et son enseignant. Plus spécifiquement, la relation de confiance avec l’enseignant est associée à une adaptation scolaire positive chez l’élève. Le soutien de l’enseignant peut notamment protéger l’enfant de difficultés scolaires associées à des difficultés émotionnelles liées à la famille. Il est possible d'ajouter qu'une perception des élèves du support de l’enseignant s’avère un facteur prédicteur important de l’effort investit à l’école par les élèves. Une relation de qualité entre l’élève et l’enseignant semble prédire la réussite scolaire sur le plan des comportements et des indices académiques. Le temps consacré par l’enseignant à une matière ainsi que la qualité de ses interactions sociales avec les élèves semble avoir un impact significatif sur l’apprentissage de ces derniers.

### Garçons et filles
Le fait d'appartenir a un sexe ne détermine en rien l'histoire (heureuse ou malheureuse) personnelle que l'on aura avec le savoir, l'École et/ou l'éducation.  
Dès l’âge de 3 ou 4 ans, les garçons et les filles se distinguent dans leur façon d’interagir avec les autres enfants. Selon Maccoby , les filles ont généralement un style facilitant (ou arrangeant) alors que les garçons font preuve d’un style plutôt contraignant (ou restrictif). Autrement dit, les filles démontrent davantage de comportements visant une plus grande égalité et une plus grande intimité dans leurs relations, ce qui favorise l’interaction en soi (ex. : comportements de soutien ou expression de leur accord). Les garçons, eux, ont tendance à démontrer davantage de comportements qui nuisent à l’interaction tels la contradiction, l’interruption et la vantardise. Les garçons et les filles se différencient aussi dans leurs stratégies pour influencer le comportement des autres. Les filles posent davantage de questions et font des suggestions tandis que les garçons ont plus tendance à exiger des choses. Ces différences sexuelles liées aux interactions sociales se maintiennent jusqu’à la période de l’adolescence, et même à l’âge adulte.

## La réussite et l'échec scolaire en question

### Représentation sociale de la réussite et de l'échec scolaire
Une représentation sociale se définit comme une forme de connaissance socialement élaborée et partagée, ayant une visée pratique et concourant à la construction d’une réalité commune à un ensemble social (Denise Jodelet). Comme beaucoup d’institutions, l’école est l’objet de représentations sociales diverses véhiculées par les acteurs qui participent à cette « microsociété » tels que les parents, les enseignants et les politiques. Ces acteurs participent à la représentation de la réussite scolaire souvent définie à partir du concept d’intelligence tandis que l’échec scolaire est souvent vécu comme résultant de difficultés liées à des causes internes (faible QI, comportements inadaptés, déficit intellectuel…) . Néanmoins, ces représentations ne sont pas figées et dépendent tant des pratiques éducatives que de théories qui fleurissent et qui font l’hypothèse que l’enfant doit être placé au cœur des apprentissages, comme acteur de son propre développement.
Bernard Rivière, dans les jeunes et les représentations sociales de la réussite spécifie que « la réussite scolaire correspond à la notion dite traditionnelle de performance exprimée par les résultats obtenus et l’ordre d’enseignement atteint ». La représentation sociale de la réussite scolaire peut sembler alors limitée à la simple obtention de notes jugées bonnes. Néanmoins, l’auteur s’évertue également dans son livre à décrire la représentation de la réussite personnelle qu’il rattache à l’accomplissement de soi. La réussite scolaire est liée à des valeurs traditionnelles orientées vers l’excellence et la performance, cependant, il y a sans doute des parallèles à faire entre la réussite scolaire et la réussite personnelle avec d’un côté l’idée selon laquelle la réussite scolaire (au sens du rendement scolaire) est le préalable de la réussite personnelle mais de l’autre côté, l’hypothèse que la réussite scolaire est une réussite personnelle. En ce sens, la définition de la réussite s’élargit au rôle socialisateur de l’école. La réussite scolaire passera donc par l’accomplissement de soi rendu possible au fur et à mesure des interactions avec les différents agents de socialisation ; interactions qui, si elles sont régulées, seront un des vecteurs de l’acquisition des comportements pro sociaux. 
Par opposition à la réussite scolaire, l’échec peut être perçu comme une défaillance en termes de résultats scolaires. S’ensuit logiquement un sentiment d’incapacité acquise du fait de l’attribution de l’échec à des causes endogènes par exemple, le sentiment d’avoir une intelligence lente, des troubles du comportement ou encore une démotivation intrinsèque. Chez beaucoup d’enseignants d’ailleurs, l’échec est lié à une cause propre au développement de l’enfant. Cependant, des éléments périphériques gravitent autour de l’élève et viennent interagir avec lui. L’enfant fait partie intégrante d’un réseau complexe de relations qui engagent des agents divers comme les enseignants, les parents, les politiques. Ainsi la représentation de l’échec scolaire ne se limite-t-elle plus ici à des caractéristiques internes mais est aussi liée à des causes externes comme les méthodes d’enseignement, l’aide apportée par les parents, les politiques gouvernementales.	
La réalité construite autour des représentations de la réussite et de l’échec peut prendre une forme coercitive pour l’élève si l’école se limite à un rôle de juge en tranchant entre ce qu’elle considère être de la réussite et ce qu’elle considère être de l’échec (Perrenoud). Cependant, la réussite et l’échec sont également la responsabilité partagée des acteurs qui créent ces représentations. Partant de ce constat, c’est à l’école de contribuer à développer une représentation claire du rôle respectif de l’élève, des parents et des enseignants face à la réussite scolaire (Martineau).

## La recherche versus la pratique en psychologie de l'éducation

### Y a-t-il un fossé entre les chercheurs en psychologie de l’éducation et les enseignants?
Certains auteurs tels que Darling-Hammond et Wilson avancent qu’il existe une distance importante entre les chercheurs en psychologie de l’éducation et les enseignants. Le fait que les enseignants utilisent rarement les résultats de recherches valides apporte deux points qui soutiennent leur postulat. D’abord, il semble inapproprié que les praticiens utilisent à peine les solutions fournies par la recherche qui aideraient les enfants. Cela est un affront pour les chercheurs. D’autre part, si les impacts des études sont légers, cela diminue la crédibilité des chercheurs en éducation auprès des parents, des enseignants, de l’administration des écoles, etc. Cependant, certains auteurs croient que le fossé entre la pratique et la recherche serait causé par une attitude arrogante et condescendante des chercheurs. Cette attitude serait due au modèle linéaire en éducation qui imposent des lois universelles applicables à tous. Ce modèle fait également référence à une relation unidirectionnelle du chercheur à l’enseignant. Il semblerait donc important d’inclure les enseignants dans les processus de recherches. C’est ce qu’ont tenté de faire Fuchs et Fuchs. 
Fuchs et Fuchs (1998) ont écrit un article exposant la réussite d’un projet mettant en collaboration des chercheurs et leur théorie avec des enseignants et leur pratique. Cette étude du Peer Assisted learning strategies Mathematics (PALS-M) démontra que la collaboration entre chercheurs en éducation et enseignants était possible et efficiente. Ces chercheurs ont d’ailleurs créé plusieurs programmes de tutorat par les pairs, tels qu'apprendre à lire à deux, traduit et adapté par Dion (2005). Ces programmes utilisent le tutorat par les pairs dans un contexte d’apprentissage en classe avec l’enseignant. Les auteurs ont développé un volet en mathématique et en lecture. 
Le principe général consiste à faire des activités d’une durée moyenne de 30 minutes, trois fois par semaine. En lecture, en première année, un exemple d’activités pourrait être de dire des sons, ensuite lire des mots qui contiennent ces sons, puis lire une courte histoire incluant ces sons-là. L’enseignant présente chacune des activités puis les élèves pratiquent à tour de rôle, deux par deux. Un système de points est instauré afin de motiver les élèves. Pour établir un programme comme celui-ci, les enseignants reçoivent l’aide d’une assistante de recherche chaque semaine ainsi qu’une formation et du matériel fourni par les chercheurs. De plus, les enseignants sont encouragés à donner leurs commentaires afin d’améliorer l’efficacité du programme. D’ailleurs, avant la création d’un programme, une étude pilote est réalisée conjointement avec les enseignants et les écoles afin de s’assurer de l’applicabilité et de l’efficacité de celui-ci. Il y a donc une étroite jonction entre la théorie et la pratique. 
Quoique cela n’apporte pas une réponse claire à savoir s’il y a un gouffre ou pas entre la recherche et la théorie, cela apporte certes une lueur d’espoir en exposant que c’est à tout le moins possible et réaliste.
L'analyse appliquée du comportement est un exemple de discipline appliquée en psychologie de l'éducation qui intègre la recherche et la pratique.

#### Collaboration entre la recherche et la pratique: ProgrammeVers le Pacifique
- But du programme

Vers le Pacifique est un programme développé par des chercheurs du Centre Mariebourg de Montréal. Ce programme aspire à former les élèves à la résolution de conflits et à les amener à utiliser la médiation par les pairs comme mode de résolution de conflits. Il nécessite la participation étroite du personnel de l’école incluant les enseignants.
- Théorie sous-jacente au programme

Vers le Pacifique repose sur une théorie solide, soit celle de l’apprentissage social émise par Bandura en 1976. En effet, afin d’élaborer ce programme, les chercheurs se sont fondés sur la prémisse que le modelage est efficace pour faciliter l’apprentissage de nouveaux comportements sociaux. De ce fait, alors que les élèves observent le travail des médiateurs, ils assimilent leurs actions, qui leur servent alors de guide pour choisir des modes de résolution de conflits plus constructifs. De plus, selon les chercheurs, les renforcements qui accompagnent le recours à une médiation, tels la poursuite du jeu, une amitié retrouvée ou une absence de punitions, contribuent également à inciter les élèves à réutiliser ce service pour régler un problème.
- Implication du personnel scolaire pour la réussite du programme

Malgré l’importance de la théorie et de la recherche dans la création de ce programme, l’implication du personnel de l’école, dont les enseignants, s’avère essentielle. Ainsi, le programme débute par une demi-journée de formation qui leur est offerte. Ceux-ci sont alors informés sur les objectifs et le contenu du programme et sont habilités à encadrer et à encourager les médiateurs ainsi que les autres élèves. 
- Les deux volets d'intervention

Le premier volet de l’intervention, visant à créer une prise de conscience et à former les élèves de l’école à la résolution pacifique des conflits, est réalisé. Divers ateliers portant sur les sentiments, la colère, l’empathie, l’estime de soi, les habiletés d’écoute, l’expression verbale, la résolution de conflits et la sensibilisation à la médiation sont alors présentées dans les classes. L’animation de ces ateliers est d’abord réalisée par l’intervenant responsable de l’implantation puis, par la suite, par l’enseignant de la classe. Ensuite, le second volet, visant à habiliter les élèves à la médiation comme méthode de résolution de conflits, est implanté. Afin d’agir comme médiateurs auprès de leurs pairs, des élèves de 4e, 5e et 6e années sont alors sélectionnés avec l’aide des enseignants et des élèves. Les élèves sélectionnés aideront par la suite leurs pairs à résoudre pacifiquement les conflits qu’ils rencontrent et seront supervisés, entre autres, par les enseignants. 
- Étude pilote

Afin d’élaborer la version finale de ce programme, une étude pilote a d’abord été réalisée avec l’aide du personnel de l’école, particulièrement avec celle des enseignants. Puis, au terme de cette étude, ces derniers ont participé activement à l’évaluation du programme. Ainsi, Vers le Pacifique constitue un autre exemple de l'inclusion de la pratique à la recherche en psychologie de l’éducation.

## Psychologie de l'éducation et psychologie scolaire

### Psychologue de l'éducation versus psychologue scolaire
L'opinion générale sur cette distinction s'oriente ainsi : alors que la psychologie scolaire réfère plutôt à la pratique professionnelle en milieu scolaire, la psychologie de l'éducation s'adresserait plus particulièrement au système éducatif lui-même. En effet, on y retrouve les différentes théories de l'apprentissage, l'élaboration et l'évaluation des programmes de prévention et d'intervention, etc. De ce fait, il s'agit d'une branche de la psychologie plus théorique. 
|            | Psychologue de l’éducation                  | Psychologue scolaire                                                                       |
| ---------- | ------------------------------------------- | ------------------------------------------------------------------------------------------ |
| Rôles      | consultant, avis diagnostique et évaluation | avis diagnostique, évaluation                                                              |
|            | chercheur et clinicien                      | intervention                                                                               |
|            | concepteur de programmes et application     | formation                                                                                  |
|            | validation de tests                         | application de programmes dans le milieu scolaire                                          |
|            | formation et enseignement                   |                                                                                            |
| Clientèles | Individus à problèmes ou à risque           | Individus à problèmes mineurs ou majeurs en contexte scolaire ou en centre de réadaptation |
|            | Individus « normaux »                       | Individus à risque (prévention)                                                            |

Elle présente par ailleurs beaucoup de ressemblances avec la psychologie communautaire, qui s’intéresse aussi, entre autres, à l'élaboration et à l'évaluation de programmes, plus particulièrement dans le domaine de la prévention. 

### Liens avec la philosophie
Les psychologues de l'éducation sont aussi des philosophes, qui sont amenés à se pencher sur les fondements même du système éducatif, reflets des valeurs sociétales, et à les traduire en principes applicables au quotidien [réf. nécessaire].